# Anselm Audley
Anselm Audley (1982) è uno scrittore britannico.
Figlio della scrittrice inglese Elizabeth Aston, è stato considerato uno dei casi letterari più importanti degli ultimi anni insieme al suo quasi coetaneo Christopher Paolini. Quando pubblicò il primo volume della Trilogia di Aquasilva, Eresia, aveva infatti solo diciassette anni, ma quel suo esordio venne salutato entusiasticamente dalla critica, che riconobbe nel giovanissimo scrittore lo stile e l'inventiva di una nuova, grande voce della letteratura fantasy.
Pur continuando a scrivere (la trilogia di Aquasilva si completa con i volumi Inquisizione e Ribellione) è attualmente (2012) impegnato a frequentare i corsi di storia antica e moderna presso il St. John's College, a Oxford.

## Opere
- Trilogia di Aquasilva
  1. Eresia, (titolo originale: Heresy, 2001), Nord, 2003
  2. Inquisizione, (titolo originale: Inquisition, 2002), Nord, 2003
  3. Ribellione, (titolo originale: Crusade, 2003), Nord, 2004
- Vespera (2007)